# エティエンヌ・マルセル

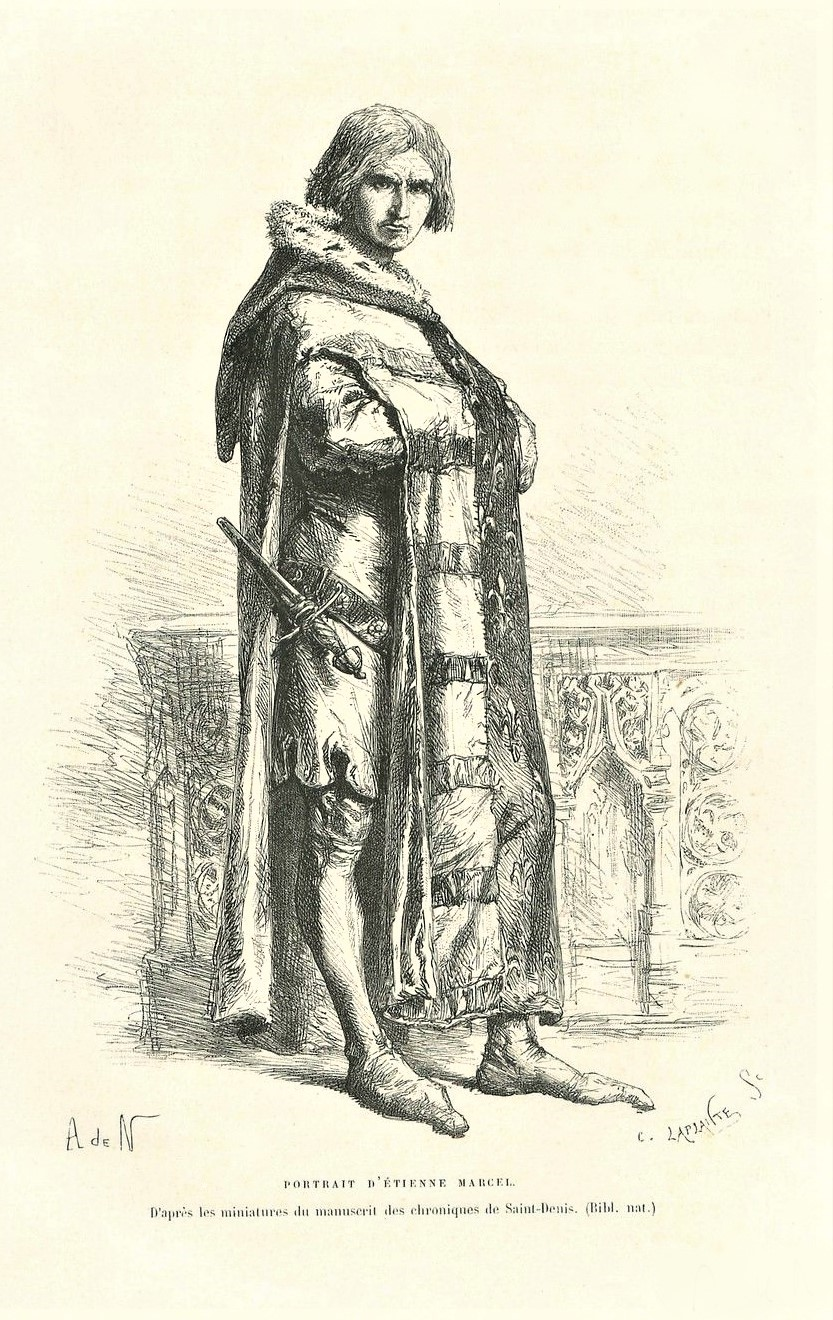
エティエンヌ・マルセル

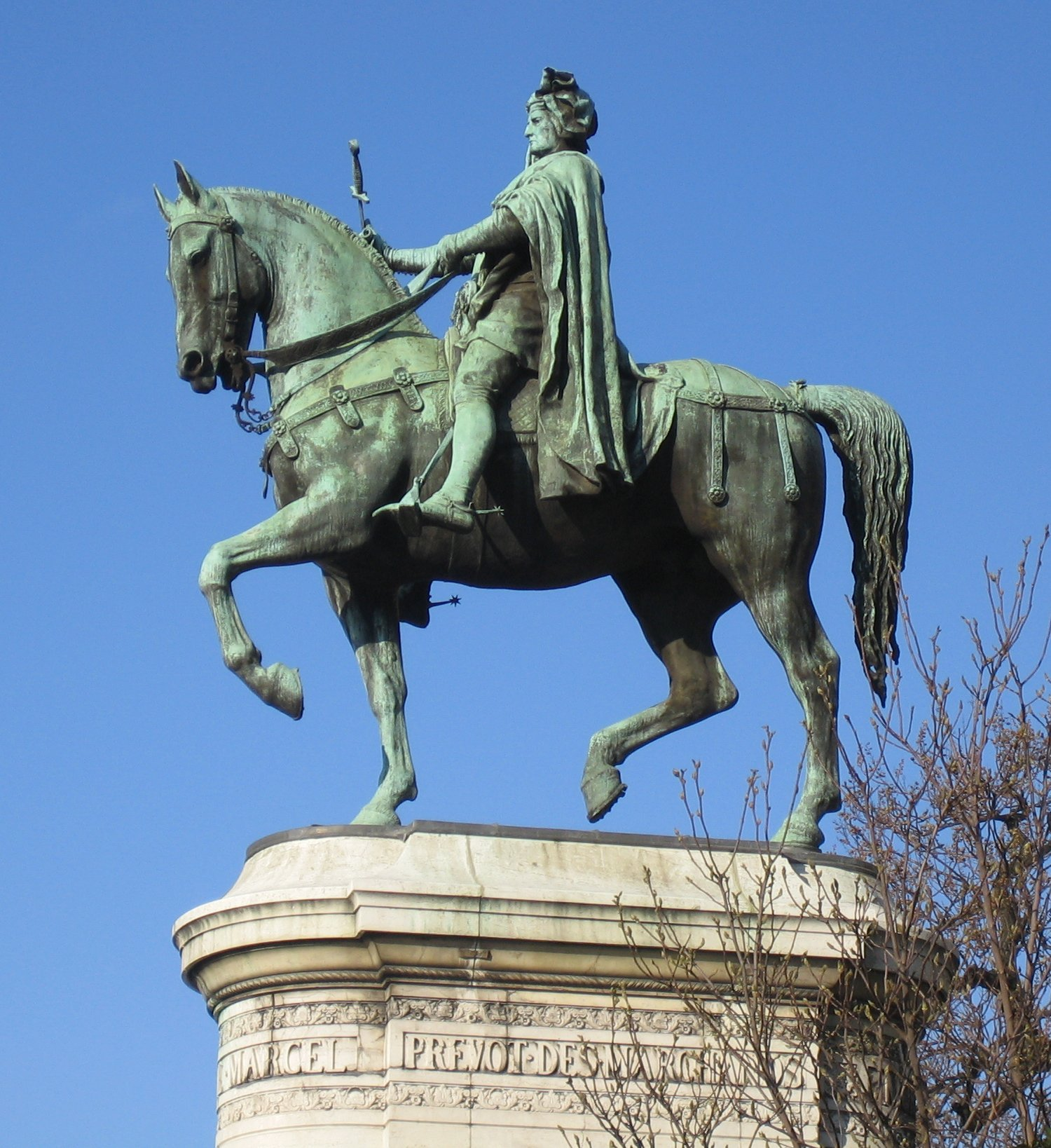
エティエンヌ・マルセルの銅像（パリ市庁舎）

エティエンヌ・マルセル（Étienne Marcel, 1315年頃 - 1358年7月31日）は、フランス王国の市民指導者、パリ市長。百年戦争の間に一時的にパリを支配下に置いた。後世からは「中世のダントン」と呼ばれる。

## 生涯
衣類商の一族に生まれ、祖父の代には商圏は全ヨーロッパにまで広がっていた。父の没後の1333年から自身も一族の商売に携わり、1350年からはノートルダム大聖堂の参事会長に、そして1354年からは実質的なパリ市長の地位である「パリ商人頭」になった。
当時のフランスは百年戦争のさなかにあったが、フランス国王ジャン2世は対英戦費調達のために三部会を1355年に招集した。この際に、エティエンヌは国王と対立的な立場をとり、税収を管理する委員会の設置を提案した。
1357年にジャン2世がポワティエの戦いで捕虜とされると、エティエンヌは租税徴収・軍隊召集・休戦調印などに関して三部会の承認の必要性などの国政改革を骨子とする「大勅令」の作成に中心的役割を果たす。この際に、「大勅令」の尊重を拒否する王太子兼摂政のシャルル（後のシャルル5世）と対立し、王位を狙っていたナバラ王カルロス2世（エヴルー伯シャルル）がアルルの城から脱獄するとこれと協力して、王太子の追い落としを図った。
王太子シャルルがパリを離れると、エティエンヌはパリの防衛を固めるとともに、1358年にはジャックリーの乱の指導者ギヨーム・カルルと提携した。しかし、この反乱が6月に鎮圧されると、エティエンヌの人気と勢力は瓦解し、フランドルやさらには敵国であったイングランドの支援をも求めようとしていた。最期の時期には、当初の目的意識から外れて、自身の保身のためにフランス王を望むナバラ王カルロス2世の利益を支援したといわれる。7月にカルロス2世を迎え入れる準備をしている時に守備隊長の1人に暗殺された。マルセルの一党は逮捕され、王太子シャルルがパリに招きいれられた。

## 文化的遺産
- 1981年、パリの1区と2区の間の通りのひとつがエティエンヌ・マルセル通りと命名された。パリ中央市場（フランス語版）（レ・アル）跡にあるショッピングセンターフォーラム・デ・アルの北側に位置する。
- 上記の通りに面するパリメトロ4号線エティエンヌ・マルセル駅は通りから命名された（1908年設置）。
- 1888年、パリ市庁舎の南端に位置する庭にエティエンヌ・マルセルの騎馬像が設置された。上記の駅からは徒歩15分ほど離れている。
- アンドレ・ブルトンの詩「ひまわり」には、エティエンヌ・マルセルの像が登場する。

1. ↑  ブリタニカ国際大百科事典 小項目事典. “マルセル”.  コトバンク. 2025年8月1日閲覧。